# Doloire

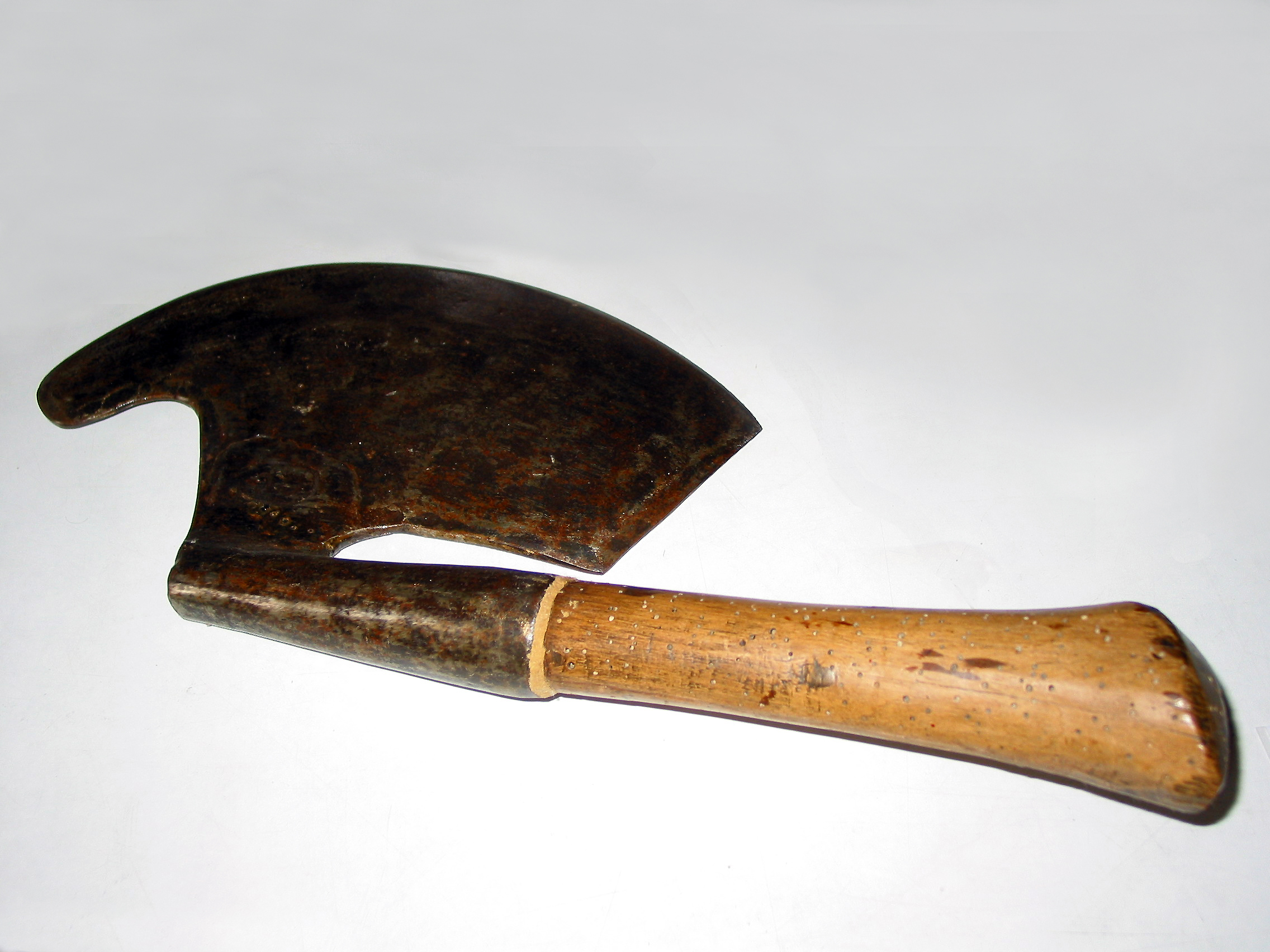
Doloire de droite.

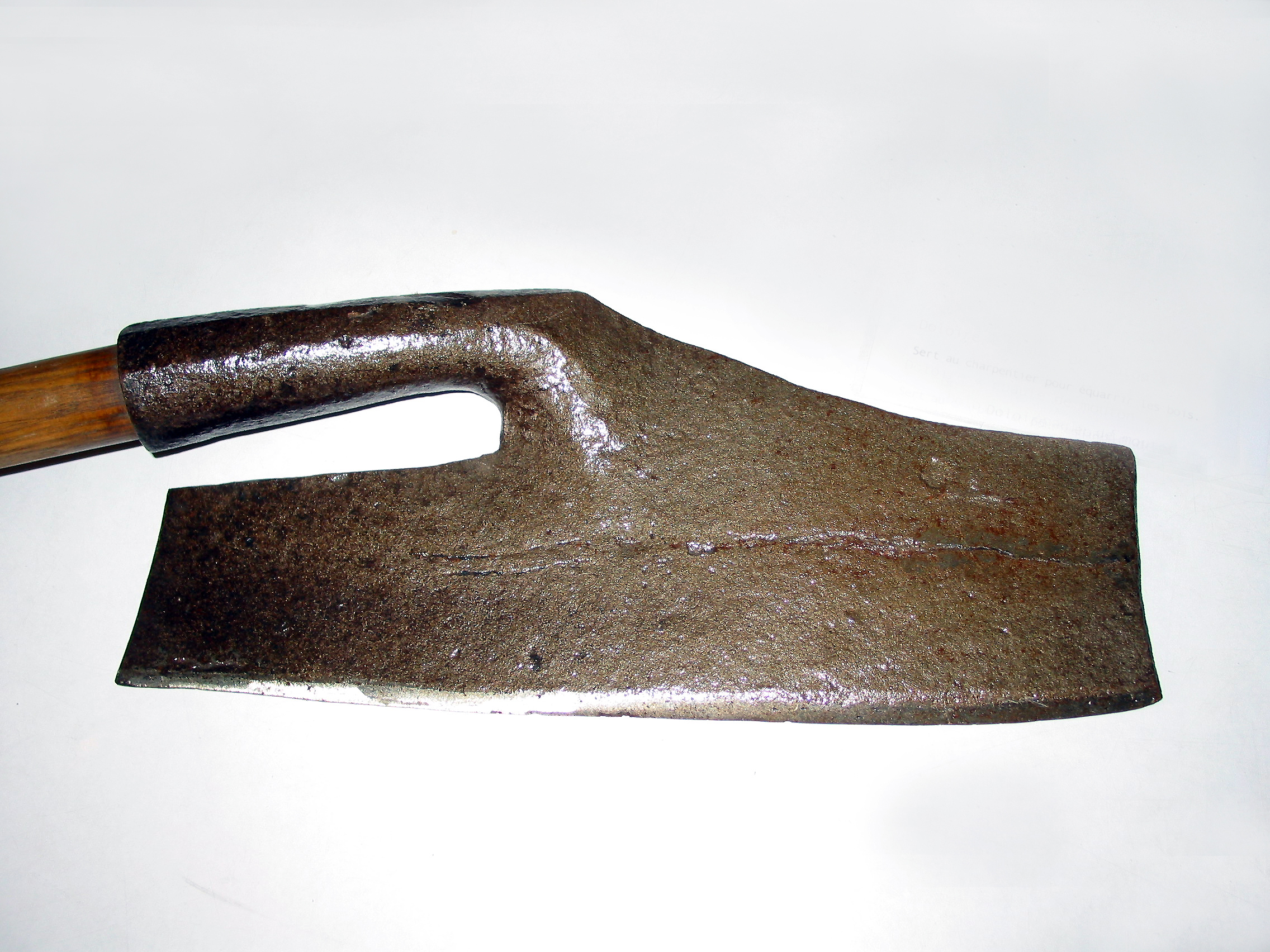
« épaule de mouton », un autre nom populaire de la doloire.

La doloire représente un ancien instrument tranchant, commun en charpente et tonnellerie, une cognée asymétrique à taillant droit, à large lame plane dont le tranchant n'a qu'un seul biseau, oblique par rapport au manche et un peu courbé. Sous des formes et avec des manches, le plus souvent spécifiques, elle est utilisée pour ébaucher, équarrir, aplanir, dresser et unir une pièce de bois, et en particulier amincir ou régulariser l'épaisseur d'une pièce de cuir ou de bois.
Véritable hache de guerre et de justice, elle est aussi dans les temps médiévaux employée comme arme pourfendante et instrument de décapitation des roturiers dans le royaume de France. En Angleterre, la dolouere prenant la place de l'épée en usage en France, selon l'historien et mémorialiste Castelnau, tranchait la tête des criminels de race noble. 

## Origine médiévale du terme, et lointaine parenté latine
La dolabre, nommée en latin dolabra, est une arme et outil polyvalent antique, à long manche et à double tête. Les cultivateurs et bûcherons s'en servaient pour couper, tailler, casser et creuser. Un côté de frappe était muni d'un lame effilée, offrant un tranchant parallèle à la poignée, l'autre côté était armé d'un pic recourbé, de forme similaire à une faucille. D'aspect très similaire, la dolabra fossoria était employée par les terrassiers, fossoyeurs et mineurs, alors que la petite dolabre ou dolabelle, nommée dolabella des viticulteurs de Columelle était propre à nettoyer les vignes du bois mort, ou dégager les racines de la terre. Si la dolabra pontificalis avait l'aspect d'une hache pour immoler les victimes animales des sacrifices, la dolabre ou dolabra des légions a été autant une arme apte à pourfendre qu'un outil de sape, tout en restant un outil polyvalent pour abattre des arbres, couper du bois, renverser des murs, construire des palissades, élaborer des vallonnements ou valli défensifs etc.
L'outil des métiers médiévaux sous la forme du substantif féminin doleoire est attesté en ancien français vers 1150-1160 dans la chanson de geste du Charroi de Nîmes. Mais il apparaît sous la forme du substantif féminin doleure dans "Roce" composé en 1169 par Wace. Le mot "doleure" est polysémique, il désigne autant l'outil tranchant que le coup asséné avec cet outil, mais aussi le copeau produit. La graphie française doloire ne serait attestée dans l'inventaire du mobilier du duc de Bourgogne qu'en 1372. La doloère, outil spécifique du tonnelier, n'est citée qu'en 1481 dans les minutes des notaires de Bourgogne, département de l'Yonne.
Le verbe "doler", attesté en ancien français vers 1190 dans le Livre des Rois, provient du latin dǒlare. Les deux verbes signifient "façonner" selon Dauzat, et précisément aplanir, amincir (et rendre plate la surface travaillée) selon Greimas ou trivialement "dégrossir à la hache" selon le TLF. Le dolage, attesté en 1364 par une citation du dictionnaire d'ancien français de Frédéric Godefroy, désigne cette opération qui consiste à planer, par exemple à dresser les faces de bois que l'on équarrit à l'aide de la doloire. 
Le dolage en mégisserie permet de doler, d'amincir les peaux servant à la fabrication des cuirs souples comme les gants. On peut aussi doler de la corne et de la baleine, c'est-à-dire façonner ces matières. En métallurgie, le dolage est l'action d'enlever les bavures de plomb à une lingotière.
Il existe divers instruments destinés à doler :
- le doleau, outil de fer des tailleurs d'ardoises, mentionné par l'Encyclopédie des Arts et Métiers en 1755, pour façonner les ardoises, c'est-à-dire leur donner une forme convenable. En construction, le doleau est une sorte de petite hache à double tranchant servant à rondir les ardoises sur le chaput pour leur donner forme et dimensions[11].
- le doloir, couteau pour amincir les peaux, employé par les gantiers. Le gantier emploie le verbe doler dans le sens précis de parer, amincir les morceaux de peaux destinés à faire des gants. Cette opération s'accomplit avant de tailler les doigts. Pour ces derniers, l'expression "doler les estavillons" était usitée.
- la petite hache ou serpe du cornetier-tabletier qui permet d'ébaucher la corne de animaux, pour réaliser des cornets à jouer aux dés, au trictrac etc.
- la doloire du tonnelier, outil à lame très large qui lui sert à dégrossir le merrain et les douves des futailles. Le tonnelier façonne et amincit les bouts de cerceaux à l'endroit où ils doivent être liées avec l'osier.
- la doloire, outil de forme tranchante très similaire, qui sert au charpentier également à travailler et unir le bois.

La Grande Encyclopédie de Marcellin Berthelot définit la doloire en outil en forme de hache dont les charpentiers, les tonneliers et les charrons se servent pour travailler le bois. Cette définition succincte est imprécise, oubliant l'asymétrie de cet outil.
La doloire à l'époque médiévale correspond à un hache de justice, utilisée par le bourreau pour décapiter les condamnés, ou encore une arme de guerre, au manche long, arborant le plus souvent une tête de taillant évidée en croissant, de façon à constituer une pointe d'estoc.
La doloire, selon le vocabulaire de Wailly paru en 1818, est aussi un outil de maçon, ayant la forme d'une truelle ou d'un râteau, voire d'une pelle, pour mêler et gâcher, on disait autrefois corroyer, le sable et la chaux,.

## Description d'une gamme d'outils anciens
La doloire de tonnelier possède une lame rectangulaire et sert à dégrossir les merrains pour ébaucher les douelles. Le tranchant est long et fort aigu. Elle est garnie d'un manche en bois pesant par le bout, ce qui lui sert de contre-poids. L'objet est dissymétrique car le manche est déporté pour faciliter le travail. Ce manche rentre en dedans du côté de l'opérateur, aussi bien que le dos de la tête métallique de la doloire où il est emmanché. Les tonneliers s'en servent pour unir et aplanir le bois, pour tailler les cerceaux.
La doloire de charpentier stricto sensu n'existe pas au XIXe siècle, au même titre que la doloire du charron. Un charpentier de bateaux ou de marine possède une gamme de doloires spécifiques. Un charpentier équarisseur de bois de charpente, de larges poutres, de fermes et de chevrons en forêt exige un long manche maniable, pour générer un mouvement de frappe pendulaire si l'opérateur est placé en hauteur. La doloire ancienne peut prendre à l'atelier l'aspect d'une grande hache à manche court, mesurant en général 24 cm, à lame rectangulaire ou en forme d'épaule de mouton, à tranchant droit, déportée sur le côté du manche.
Le grand chantier de Notre Dame, après l'incendie de 2019, a notamment privilégié une réfection à l'identique de la grande charpente médiévale, nommée par les compagnons médiévaux "forêt". Les bois des montages de charpente, appelés "fermes" ou "chevrons" ont été équarris d'abord à la hache ou cognée, puis à la doloire, en suivant le fil du bois encore vert. Il a fallu concevoir des outils pratiques, encore communs au début du XIXe siècle, en particulier dans la montagne vosgienne, où les derniers montagnards pour construire granges et abris rejetaient poutres ou planches de scieries. Les pièces de bois ébauchées à la hache plus lentement, dans le sens du bois, gardent mieux dureté et forment tout en séchant, en étant moins sensibles aux dégradations, notamment celles causées par les insectes.
Le doloire de relieur est un petit outil appelé aussi couteau à parer.
Antoine Furetière mentionne la doloire en chirurgie, comme une force de bandage simple et inégale.

## Art héraldique
La doloire est une figure artificielle représentant une petite hache dont le manche est à peine apparent. Le dictionnaire d'Antoine Furetière mentionne que la doloire ou douloire est, sur le blason, une hache sans manche. 
Ce type de figure est souvent qualifié par l'adjectif dolabriforme, qui est familier aux botanistes.

## Ex-libris ou marques du livre
L'emblème remarqué sur les livres de l'humaniste Étienne Dolet est une doloire tenue à main, la main sortant d'un nuage ou de nimbes vaporeux. Ce symbole semble une interprétation du patronyme du maître.